# Archboldia
Az Archboldia a madarak osztályának verébalakúak (Passeriformes) rendjébe, ezen belül a  lugasépítő-félék (Ptilonorhynchidae) családjába tartozó nem.

## Rendszerezés
A nembe az alábbi 2 faj tartozik:
- Archbold-lugasépítő (Archboldia papuensis)
- Sanford-lugasépítő (Archboldia sanfordi vagy Archboldia papuensis sanfordi)